# Мурашниця гватемальська
Мурашниця гватемальська (Grallaria guatimalensis) — вид горобцеподібних птахів родини Grallariidae.

## Поширення
Вид поширений в Центральній і Південній Америці від Мексики до Болівії. Його природні місця проживання — субтропічні або тропічні вологі низовинні ліси та субтропічні або тропічні вологі гірські ліси.

## Підвиди
Включає 10 підвидів:
- Grallaria guatimalensis ochraceiventris Nelson, 1898 — південна Мексика.
- Grallaria guatimalensis binfordi Dickerman, 1990 — південь центральної Мексики.
- Grallaria guatimalensis guatimalensis Lafresnaye, 1842 — східна та південна Мексика на південний схід до північного Нікарагуа.
- Grallaria guatimalensis princeps P.L. Sclater & Salvin, 1869 — Коста-Рика, захід Панами.
- Grallaria guatimalensis chocoensis Chapman, 1917 — східна Панама (східний Дар'єн) і північно-західна Колумбія (Чоко).
- Grallaria guatimalensis carmelitae Todd, 1915 — північна Колумбія.
- Grallaria guatimalensis regulus P.L. Sclater, 1860 — від північної та південно-західної Колумбії та західної Венесуели на південь до центральної частини Перу.
- Grallaria guatimalensis aripoensis Hellmayr & Seilern, 1912 — Тринідад.
- Grallaria guatimalensis roraimae Chubb, 1921 — тепуї південної Венесуели, прилеглої Північної Бразилії та західно-центральної Гаяни.
- Grallaria guatimalensis sororia Berlepsch & Stolzmann, 1901 — південне Перу на південний схід до центральної Болівії.